# ジェレミー・ケンプ
ジェレミー・ケンプ（Jeremy Kemp、1935年1月3日 - 2019年7月19日）は、イギリスの俳優。

## 出演作品
- コナン・ザ・アドベンチャー
- コナン＆レッドソニア
- コナン　ラスト・ウォリアーズ
- エンジェル＆インセクト／背徳の館
- フォー・ウェディング
- 逆転無罪
- トップ・シークレット
- オペラ座の怪人（バロン・フニャーディ）
- サダト／アラブの闘士
- 地獄の7人（フェリーマン）
- 暗闇の影に誰かいる(1)(2)
- 戦場の罠
- エビータ
- 冬物語
- ゴールド・ハンター
- ゼンダ城の虜
- キャラバン
- ライネマン・スパイ作戦
- 雪物語
- 遠すぎた橋
- シャーロック・ホームズの素敵な挑戦（フォン・ラインスドルフ男爵）
- 小さな目撃者
- 栄光への賭け
- 暁の出撃
- 砂漠の潜航艇
- 情報局K
- ブルー・マックス
- テラー博士の恐怖
- 新スタートレック (76話ロベール・ピカード役)